# Xương trụ
Xương trụ là một trong hai xương dài của cẳng tay, có dạng hình lăng trụ. Theo vị trí giải phẫu xương trụ nằm về phía trong của cẳng tay gần cơ thể, song song với xương quay ở cả hai tay, gồm 1 thân, 2 đầu.
- Đầu trên có 2 mỏm và 2 hõm:
+ Hai mỏm gồm mỏm khuỷu ở trên, mỏm vẹt ở dưới
+ Hai hõm gồm hõm Sigma nhỏ khớp với vành đai quay, hõm Sigma lớn khớp với ròng rọc xương cánh tay
- Thân xương hình lăng trụ tam giác có 3 mặt (trước, sau, trong) và 3 bờ (trước, sau, ngoài)
- Đầu dưới nhỏ lồi thành 1 chỏm, ngoài khớp với xương quay, trong có mỏm trâm trụ, sau có rãnh cho gân cơ trụ sau đi qua